# Ashlyn Krueger
Ashlyn Krueger (Dallas, 7 maggio 2004) è una tennista statunitense.
Il 14 luglio 2025 ha raggiunto in singolare la 29ª posizione e in doppio il 9 giugno 2025 ha raggiunto la 62ª posizione.

## Carriera
Nel 2020 Krueger ha vinto il prestigioso torneo junior Orange Bowl partecipando grazie ad una wildcard ricevuta dagli organizzatori dell'evento.
Ha fatto il suo debutto in un torneo WTA nel 2021 al Mubadala Silicon Valley Classic, dove ha preso parte grazie ad una wildcard nel doppio insieme alla connazionale Robin Montgomery. Nello stesso anno è stata premiata con una wildcard per accedere direttamente al tabellone principale dello US Open dove è stata sconfitta al primo turno in tre set da Anna Karolína Schmiedlová. Debutta in un torneo WTA 1000 a Indian Wells entrando direttamente nel main-draw su invito degli organizzatori, ma esce subito per mano di Tereza Martincová.
Nel 2022 perde al primo turno del torneo di Indian Wells dopo aver vinto le qualificazioni, così come a Miami, torneo a cui ha preso parte grazie ad una wildcard per il main-draw. A maggio raggiunge la finale al torneo ITF $25.000 di Sarasota dove si arrende a Elizabeth Halbauer. Vince il primo titolo ITF al torneo da $60.000 di Evansville avendo la meglio su Sachia Vickery in finale. Partecipa con una wildcard al torneo WTA 500 di San Jose dove viene eliminata da Amanda Anisimova. Ad agosto disputa le qualificazioni dello US Open vincendo su Renata Zarazúa, Katie Boulter e Lesley Pattinama Kerkhove accedendo così per la seconda volta in carriera, al tabellone principale di un torneo del Grande Slam dove vince un set contro l'ex n° 1 del mondo Viktoryja Azaranka (6–1, 4–6, 6–2). Ad ottobre raggiunge una finale in doppio al Challenger di Tampico, in coppia con Elizabeth Mandlik.

### 2023: primo titolo WTA e top-80
Nel 2023 si qualifica per i main-draw di Austin e Indian Wells, uscendo poi al primo turno; a Miami, dove ha una wild-card per il tabellone principale, viene subito eliminata da Andreeva. A giugno, vince il suo primo titolo nel circuito WTA '125' al Veneto Open, battendo in finale Tatjana Maria. Sull'erba di 's-Hertogenbosch, l'americana raggiunge il suo primo quarto di finale WTA, sconfiggendo Rebecca Peterson e l'ex campionessa slam Azaranka; tra le ultime otto, cede a Kužmová. Allo US Open, per il terzo anno di fila, non riesce a superare il primo turno, arrendendosi alla ceca Bouzková. A metà settembre coglie la prima finale WTA della carriera al WTA '250' a Osaka, eliminando in due set la testa di serie n°8 Baindl, la francese Ponchet, la russa Kalinskaja e la padrona di casa Hontama. Nell'incontro per il titolo, Krueger si impone sulla n°35 del mondo Zhu Lin con il punteggio di 6–3, 7–6(6), annullando anche un set point nel tie-break; l'americana conquista così il primo titolo nel circuito maggiore e, il 18 settembre, sfonda il muro della top-100, andando a posizionarsi alla 73ª piazza del ranking. Chiude l'anno al n°81 del mondo.

### 2024: primo terzo turno slam e ingresso in top-60
La trasferta oceanica non porta risultati significativi a Krueger, che esce al primo turno a Brisbane, Adelaide e all'Australian Open, dove cede all'esordio alla futura finalista Zheng. Passa le qualificazioni ad Abu Dhabi e poi batte la connazionale Pera al primo turno; successivamente, cede il passo a Kasatkina. A Doha esce all'esordio mentre a Dubai supera la n°16 del mondo Garcia prima di perdere da Plíšková. A Indian Wells e Miami viene eliminata subito da Podoroska in entrambe le circostanze. 
Sulla terra, dopo il secondo turno a Charleston, vince due partite in fila in un main-draw WTA per la prima volta nel 2024 a Madrid, imponendosi su Hibino e la top-20 Aleksandrova. Al terzo turno, soccombe a Bejlek. A Roma e al Roland Garros esce di scena all'esordio. Sull'erba, raggiunge il secondo turno a Nottingham e Eastbourne, mentre a Wimbledon si ferma subito contro la connazionale Pegula.
Sul cemento americano, il miglior risultato arriva nel '1000' di Toronto: partendo dalle qualificazioni, batte Hon, Zhao, Cocciaretto e Fernandez, raggiungendo il terzo turno, dove perde nuovamente da Pegula. Allo US Open, per la prima volta in carriera, vince un match di un main-draw slam, prevalendo su Shuai Zhang al primo turno. Successivamente, elimina la n°23 del mondo Mirra Andreeva, cogliendo il terzo turno, dove si arrende a Ljudmila Samsonova con un duplice 1-6. Grazie a questi buoni risultati, raggiunge il suo best-ranking al n°51 del mondo. Nello swing asiatico, il miglior piazzamento è il terzo turno al China Open, dove cede ad Aryna Sabalenka.
Termina la stagione al n°65 del mondo.

### 2025: 2° finale WTA e ingresso in top-50
Ashlyn inizia la stagione a Brisbane: battendo Uchijima, la top-20 Kalinskaja e Lamens, raggiunge il suo primo quarto di finale di livello '500'. Nella circostanza, perde in due set dalla qualificata Kudermetova, poi finalista. Anche ad Adelaide raggiunge i quarti, partendo dalle qualificazioni; nel match valevole per la semifinale, è costretta al ritiro dopo aver ceduto il primo parziale a Pegula. All'Australian Open esce subito per mano di Ajla Tomljanović.
Ad Abu Dhabi, arriva la sua prima semifinale in un WTA '500', vincendo in tre set su Kessler, la n°3 del seeding Kasatkina e la n°8 del tabellone Fernandez. Nel penultimo atto, supera Nosková, approdando alla sua seconda finale WTA. Nel match valevole per il titolo, cede alla rientrante Belinda Bencic, con lo score di 6–4 1–6 1–6. Grazie al risultato, entra per la prima volta tra le prime 50 giocatrici del ranking, al n°40.

## Statistiche WTA

### Singolare

#### Vittorie (1)
| Legenda              |
| -------------------- |
| Grande Slam (0)      |
| Ori Olimpici (0)     |
| WTA Finals (0)       |
| WTA Elite Trophy (0) |
| Dal 2021             |
| WTA 1000 (0)         |
| WTA 500 (0)          |
| WTA 250 (1)          |

| N. | Data              | Torneo                    | Superficie | Avversaria in finale | Punteggio   |
| 1. | 17 settembre 2023 | Japan Women's Open, Osaka | Cemento    | Zhu Lin              | 6–3, 7–6(6) |

#### Sconfitte (1)
| Legenda              |
| -------------------- |
| Grande Slam (0)      |
| Argenti Olimpici (0) |
| WTA Finals (0)       |
| WTA Elite Trophy (0) |
| Dal 2021             |
| WTA 1000 (0)         |
| WTA 500 (1)          |
| WTA 250 (0)          |

| N. | Data            | Torneo                    | Superficie | Avversaria in finale | Punteggio     |
| 1. | 8 febbraio 2025 | Abu Dhabi Open, Abu Dhabi | Cemento    | Belinda Bencic       | 6–4, 1–6, 1–6 |

### Doppio

#### Vittorie (1)
| Legenda              |
| -------------------- |
| Grande Slam (0)      |
| Ori Olimpici (0)     |
| WTA Finals (0)       |
| WTA Elite Trophy (0) |
| Dal 2021             |
| WTA 1000 (0)         |
| WTA 500 (1)          |
| WTA 250 (0)          |

| N. | Data          | Torneo                      | Superficie  | Compagna        | Avversarie in finale            | Punteggio        |
| 1. | 7 aprile 2024 | Charleston Open, Charleston | Terra verde | Sloane Stephens | Ljudmyla Kičenok Nadiia Kičenok | 1–6, 6–3, [10–7] |

## Circuito WTA 125

### Singolare

#### Vittorie (1)
| N. | Data           | Torneo             | Superficie | Avversaria in finale | Punteggio     |
| 1. | 25 giugno 2023 | Veneto Open, Gaiba | Erba       | Tatjana Maria        | 3–6, 6–4, 7–5 |

### Doppio

#### Sconfitte (1)
| N. | Data            | Torneo                   | Superficie | Compagna          | Avversarie in finale              | Punteggio |
| 1. | 29 ottobre 2022 | Abierto Tampico, Tampico | Cemento    | Elizabeth Mandlik | Tereza Mihalíková Aldila Sutjiadi | 5–7, 2–6  |

## Statistiche ITF

### Singolare

#### Vittorie (1)
| Torneo $100.000 (0) |
| Torneo $80.000 (0)  |
| Torneo $60.000 (1)  |
| Torneo $40.000 (0)  |
| Torneo $25.000 (0)  |
| Torneo $15.000 (0)  |

| N. | Data           | Torneo                                   | Superficie | Avversaria in finale | Risultato |
| 1. | 24 luglio 2022 | The Women's Hospital Classic, Evansville | Cemento    | Sachia Vickery       | 6–3, 7–5  |

#### Sconfitte (2)
| Torneo $100.000 (1) |
| Torneo $80.000 (0)  |
| Torneo $60.000 (0)  |
| Torneo $40.000 (0)  |
| Torneo $25.000 (1)  |
| Torneo $15.000 (0)  |

| N. | Data           | Torneo                                                      | Superficie  | Avversaria in finale | Risultato |
| 1. | 15 maggio 2022 | Sarasota Sports Women's Tennis, Sarasota                    | Terra verde | Elizabeth Halbauer   | 5–7, 2–6  |
| 2. | 30 aprile 2023 | Women's Pro Event at the Boars Head Resort, Charlottesville | Terra verde | Emma Navarro         | 1–6, 1–6  |

### Doppio

#### Vittorie (2)
| Torneo $100.000 (0) |
| Torneo $80.000 (0)  |
| Torneo $60.000 (2)  |
| Torneo $40.000 (0)  |
| Torneo $25.000 (0)  |
| Torneo $15.000 (0)  |

| N. | Data             | Torneo                                  | Superficie | Compagna         | Avversarie in finale        | Risultato |
| 1. | 5 marzo 2022     | Arcadia Women's Pro Open, Arcadia       | Cemento    | Robin Montgomery | Harriet Dart Giuliana Olmos | w/o       |
| 2. | 11 febbraio 2023 | Orlando USTA Pro Circuit Event, Orlando | Cemento    | Robin Montgomery | Arianne Hartono Eva Vedder  | 7–5, 6–1  |

#### Sconfitte (5)
| Torneo $100.000 (2) |
| Torneo $80.000 (0)  |
| Torneo $60.000 (1)  |
| Torneo $40.000 (0)  |
| Torneo $25.000 (0)  |
| Torneo $15.000 (2)  |

| N. | Data              | Torneo                                                   | Superficie  | Compagna         | Avversarie in finale                     | Punteggio        |
| 1. | 22 giugno 2019    | A USTA W15 Event, Orlando                                | Terra verde | Kimmi Hance      | Allura Zamarripa Maribella Zamarripa     | 3–6, 1–6         |
| 2. | 21 settembre 2019 | Minds Tennis Classic, Lubbock                            | Cemento     | Shiori Fukuda    | María José Portillo Ramírez Sofia Sewing | 2–6, 4–6         |
| 3. | 23 luglio 2022    | The Women's Hospital Classic, Evansville                 | Cemento     | Kylie Collins    | Kolie Allen Ava Markham                  | 6–3, 1–6, [3–10] |
| 4. | 22 aprile 2023    | LTP Charleston Pro Tennis, Charleston                    | Terra verde | Robin Montgomery | Sophie Chang Angela Kulikov              | 3–6, 4–6         |
| 5. | 7 maggio 2023     | FineMark Women's Pro Tennis Championship, Bonita Springs | Terra verde | Robin Montgomery | Makenna Jones Jamie Loeb                 | 7–5, 4–6, [2–10] |

## Grand Slam Junior

### Doppio

#### Vittorie (1)
| Tornei del Grande Slam  |
| ----------------------- |
| Australian Open (0)     |
| Open di Francia (0)     |
| Torneo di Wimbledon (0) |
| US Open (1)             |

| N. | Data              | Torneo            | Superficie | Compagna         | Avversarie in finale            | Punteggio        |
| 1. | 11 settembre 2021 | US Open, New York | Cemento    | Robin Montgomery | Reese Brantmeier Elvina Kalieva | 5–7, 6–3, [10–4] |

## Statistiche contro giocatrici Top 10

### Testa a testa
Le tenniste in grassetto sono le giocatrici in attività. Nella tabella riportata sono segnati i migliori piazzamenti nella classifica mondiale WTA; le giocatrici possono aver occupato una posizione diversa al momento dell'incontro.
| Giocatrice                    | Vittorie–Sconfitte | V–S % | Cemento    | Terra rossa | Erba      | Ultimo incontro                                                    |
| Numero 1 del ranking mondiale |                    |       |            |             |           |                                                                    |
| Naomi Ōsaka                   | 1–0                | 100%  | 1–0        | –           | –         | Vinto (6–3, 2–6, 6–3) Cincinnati Open 2024                         |
| Viktoryja Azaranka            | 1–1                | 50%   | 0–1        | –           | 1–0       | Vinto (6–3, 6–2) Libéma Open 2023                                  |
| Karolína Plíšková             | 0–1                | 0%    | 0–1        | –           | –         | Perso (7–6(2), 3–6, 4–6) Dubai Duty Free Tennis Championships 2024 |
| Aryna Sabalenka               | 0–1                | 0%    | 0–1        | –           | –         | Perso (2–6, 2–6) China Open 2024                                   |
| Numero 2 del ranking mondiale |                    |       |            |             |           |                                                                    |
| Vera Zvonarëva                | 1–0                | 100%  | –          | 1–0         | –         | Vinto (6–0, 6–0) Internationaux de Strasbourg 2024                 |
| Paula Badosa                  | 0–1                | 0%    | 0–1        | –           | –         | Perso (3–6, 6–4, 4–6) Qatar TotalEnergies Open 2024                |
| Ons Jabeur                    | 0–1                | 0%    | 0–1        | –           | –         | Perso (3–6, 4–6) China Open 2023                                   |
| Numero 3 del ranking mondiale |                    |       |            |             |           |                                                                    |
| Jessica Pegula                | 0–3                | 0%    | 0–2        | –           | 0–1       | Perso (2–6, 4–6) National Bank Open 2024                           |
| Numero 4 del ranking mondiale |                    |       |            |             |           |                                                                    |
| Caroline Garcia               | 1–0                | 100%  | 1–0        | –           | –         | Vinto (3–6, 6–3, 6–3) Dubai Duty Free Tennis Championships 2024    |
| Sofia Kenin                   | 1–0                | 100%  | –          | 1–0         | –         | Vinto (6–3, 5–7, 7–5) Catalonia Open 2024                          |
| Numero 5 del ranking mondiale |                    |       |            |             |           |                                                                    |
| Eugenie Bouchard              | 1–0                | 100%  | 1–0        | –           | –         | Vinto (6–3, 1–6, 6–4) Australian Open 2023                         |
| Numero 7 del ranking mondiale |                    |       |            |             |           |                                                                    |
| Zheng Qinwen                  | 0–1                | 0%    | 0–1        | –           | –         | Perso (6–3, 2–6, 3–6) Australian Open 2024                         |
| Numero 8 del ranking mondiale |                    |       |            |             |           |                                                                    |
| Dar'ja Kasatkina              | 0–2                | 0%    | 0–1        | 0–1         | –         | Perso (3–6, 6–0, 1–6) Credit One Charleston Open 2024              |
| Emma Navarro                  | 0–1                | 0%    | –          | 0–1         | –         | Perso (1–6, 1–6) Boar's Head Resort Women's Open 2023              |
| Numero 9 del ranking mondiale |                    |       |            |             |           |                                                                    |
| Veronika Kudermetova          | 0–1                | 0%    | 0–1        | –           | –         | Perso (2–6, 5–7) Adelaide International 2024                       |
| Totali                        | 6–13               | 32%   | 3–10 (23%) | 2–2 (50%)   | 1–1 (50%) | Aggiornato al 30 settembre 2024                                    |

### Vittorie contro giocatrici Top 10
| Stagione | 2025 | Totale |
| Vittorie | 1    | 1      |

| #    | Giocatrice     | Ranking | Evento                    | Superficie | Turno | Punteggio     | Rank. AKR |
| ---- | -------------- | ------- | ------------------------- | ---------- | ----- | ------------- | --------- |
| 2025 |                |         |                           |            |       |               |           |
| 1.   | Elena Rybakina | 8       | Miami Open, Miami Gardens | Cemento    | 2T    | 6–4, 2–6, 6–4 | 40        |